# ソニック カラーズ
『ソニック カラーズ』 は株式会社セガより2010年11月18日に発売されたアクションゲーム。

## 概要
任天堂ハードであるWiiとニンテンドーDS用のアクションゲームで、二人同時プレイも可能。エッグマンが集めた小惑星で作り上げたテーマパークが舞台。Wii版は2Dと3Dが切り替わっていくなど、『ソニック ワールドアドベンチャー』と共通した要素を持っている。DS版は二画面であることを活用した2D限定のゲームになる。ゲームシナリオは、シリーズにおいて初めてアメリカ人のシナリオライターが担当することになり、「アメリカ人ユーザーにもユニークに感じられる内容になる」と飯塚隆が語っている。
本作品でオーボットとキューボットが初登場した。ゲーム内容はWiiとDSでは大幅に仕様が異なり、Wii版はソニック・テイルス・エッグマン以外、シリーズキャラクターはほぼ出演しない。反面DS版では多くのソニックキャラクターが出演している。
本作独自のシステムとしてカラーパワーというものが存在し、ゲームをすすめることで使用可能なカラーパワーが増えていく。これらはステージ攻略に用いる新要素であるが、カラーパワーを使わないと進行が不可能になるような強制的な用いられ方は避けられているため、遠回りすることでカラーパワーを使用する場面を素通りすることが可能。よって、カラーパワーを全く使用せずにゲームをクリアすることも可能である。カラーパワーを使用不可能な状態で使用を強制される場面は、Wii版においてはステージの構成が変わる。
2021年5月27日に公開されたYouTube配信「Sonic Central」内において、本作のWii版のリマスター版である『ソニックカラーズ アルティメット』がNintendo Switch・PlayStation 4・PC（Epic Gamesストア）向けソフトとして発売されることが発表された。初心者でも遊びやすいように残機制・ゲームオーバーを廃止し、穴から落ちてミスになった際の救済措置として「テイルスセーブ」が追加された他、上級者向けのモードとして、メタルソニックと競争するモード「ライバルラッシュ」が追加されているなど、オリジナル版にはなかった新システムや新ウィスプが盛り込まれている。2023年2月7日にはPC（Steam）版の配信が開始された。

## ゲームシステム
ステージ中における2Dから3Dの切り替わりなど、『ソニック ワールドアドベンチャー』に近い操作システムで各ステージを走り回る。ただしクイックステップやドリフトなどは限定した状況下におけるアクションに変更されている。その代わりにカラーパワーを操るという設定により、敵を一瞬にして蹴散らしつつ瞬間移動する『シアン・レーザー』や、地中へ高速で潜る『イエロー・ドリル』などの新しいアクションが追加された。
カラーパワーはステージ中に登場するウィスプを回収することで、左下に表示されるストックにウィスプが表示され、任意のタイミングで発動が可能となる。カラーパワー発動時にはアナウンス（声：立木文彦）が入る。使用不能の状況のときはストックに表示されるウィスプが眠っており、使おうとするとウィスプがステージへ放出されてしまうが、浮遊しているウィスプに再び触れれば回収が可能。
基本アクション
ジャンプ
長押しでスピンジャンプ、短く押すことでショートジャンプになる。スピンジャンプには攻撃判定がある。
二段ジャンプ
本作ではスピンジャンプ中にもう一度ジャンプ出来る。ジャンプでは届かない場所も届く。
ホーミングアタック
空中でロックオンカーソルが出ているときにジャンプボタンを押すと、敵やスプリング・特定の障害物などを追尾してスピンしながら体当たりする。アルティメットでは緑色のカーソルが表示されているタイミングで行うことで「パーフェクトなホーミングアタック」（スイートスポット）となり、ブーストゲージが少し回復したり、ホーミングアタックの速度が上がったりする。
スライディング
走行中にしゃがみボタンを押す事でスライディングが出来る。隙間をすり抜けたり、敵に攻撃をする事が可能。
ブースト
ブーストボタンを押すとゲージを消費して高速で移動することができ、体当たりで敵を攻撃できるほか、接近したリングを引き寄せて入手できる。ホワイトウィスプを収集することでゲージが溜まる。ホワイトウィスプはカプセルまたは特定の敵を破壊することで入手する。アルティメットではパーフェクトなホーミングアタック（スイートスポット）を成功させることでも少し回復する。
ジャンプダッシュ
ブーストゲージが無い時でも、空中でブーストボタンを押すと少しだけ加速する。ソニックがスタートダッシュしないステージではスタートダッシュ代わりにもなる。
三角飛び
壁に張り付いている状態でジャンプボタンで壁を蹴り、斜め上にジャンプする。連続で使用することで上に登れる。
ストンピング
真下に高速で直下する。空中での浮遊時間を短縮する。敵にダメージも与えられる。
グラインド
レールの上に乗り、火花を散らして滑走する。この状態でもジャンプとブーストは可能。左右移動は隣のレールに移動する行動になる。
ドリフト
減速を防ぎつつ曲がるアクション。特定のコースでのみのアクションで、ドリフト状態を持続させるとボーナス点が入る。DS版には無い。
クイックステップ
左右どちらかに向けて一瞬で移動する。特定の状態でのみのアクションで、クイックステップをする度にボーナス点が入る。DS版には無い。
スーパー化
カオスエメラルドを全て集めると使用できるようになる。Wii版及びアルティメットではストーリーに一切関わらず、おまけ要素となっており、リングが50枚以上ある状態でカラーパワーボタンを押すとスーパー化する。スーパー化中は無敵状態となり、ブーストゲージが使い放題になるが、従来通りリングがだんだん減っていく。またストックにカオスエメラルドが表示されるためカラーパワーは使えない。
DS版では通常ステージでは使用できず、同時に出現するEXステージ開始時に自動的にスーパー化し、操作方法とアクションが変わる。
Wii版のカラーパワー
シアン・レーザー
シアンウィスプの力を受けて行うアクション。光のごとく直線的に超光速移動し、敵を蹴散らす。地形に衝突すると反射する。プリズムか電線に触れると、決められた方向へ光速移動する。
イエロー・ドリル
イエローウィスプの力を受けて行うアクション。地中、水中を高スピードで移動することができる。土管の入口に触れると別の場所の土管へ移動する。地中で時間切れになった場合ミスとなってしまう。
グリーン・ホバー
グリーンウィスプの力を受けて行うアクション。ゆっくりと空中浮遊する。ブーストボタンを押すと回転し、リングに触れた場合、その軌道をなぞることで移動速度があがる。
オレンジ・ロケット
オレンジウィスプの力を受けて行うアクション。その名のごとくロケットのように急上昇する。効果が切れた後はスカイダイビング状態となり、通常よりゆっくり降下する。
ピンク・スパイク
ピンクウィスプの力を受けて行うアクション。敵を蹴散らしながら壁や天井に張り付いて移動することができ、針などのトラップでもダメージを受けなくなる。ブーストボタンを押すと、スピンダッシュで高速移動も可能。この能力を使っている間もジャンプ系アクションは普通に使える。
ブルー・キューブ
ブルーウィスプの力を受けて行うアクション。地面を揺らし、周りの障害物や敵を破壊する。さらに発動するごとに青いブロックを青いリングに、青いリングを青いブロックに変える。他の能力と違って変身するのは発動した瞬間だけなので、全ての基本アクションが行えるうえ、最初の発動から一定時間でゲージが無くなるまで、何度でも発動できる。
パープル・フレンジー
改造されたウィスプ、パープルウィスプの力を受けて行うアクション。牙の生えた怪物に変身し、触れた障害物や敵を食らう。多く食らうことで巨大化し、食らう速度と範囲がアップする。
ファイナルウィスプブラスター
エッグネガウィスプ戦にて使用。全てのカラーパワーを使い、ウィスプたちと共にスピンアタックで突撃する。海外では「ファイナルカラーブラスター」という名称になっている。
DS版のカラーパワー
シアン・レーザー
Wii版と同じ。
レッド・バースト
レッドウィスプの力を受けて行うアクション。ジャンプボタンを押しっぱなしにして放すことで爆発し、爆風で大ジャンプする。
イエロー・ドリル
Wii版と同じ。
オレンジ・ロケット
Wii版とほぼ同じだが、ステージ中にあるギミックに接触することで方向転換する。
バイオレット・ヴォイド
ネガエネルギーを受けたウィスプ、バイオレットウィスプの力を受けて行うアクション。ブラックホールを作りだし、あらゆるものを吸い込む 。多く吸い込むことで巨大化し、移動速度と範囲がアップする 。
ファイナルウィスプブラスター
Wii版と似ているが、カラーパワーの数が違い、ウィスプ達自体ではなく、ウィスプ達の力を受けて突撃する。また、スピンアタックではなくスーパーソニックのような体当たり突撃をする。
アルティメットのカラーパワー
シアン・レーザー
Wii版とほぼ同じだが、発射仕様が異なり、カラーパワーボタンを離すことで発射される。
イエロー・ドリル
Wii版と同じ。
グリーン・ホバー
Wii版と同じ。
オレンジ・ロケット
Wii版と同じ。
ピンク・スパイク
Wii版と同じ。
ブルー・キューブ
Wii版と同じ。
パープル・フレンジー
Wii版と同じ。
ジェイド・ゴースト
アルティメットで新たに追加されたジェイドウィスプの力を受けて行うアクション。空中を自由に浮遊することができる。ロックオンしたターゲットに対して体当たり攻撃が可能で、攻撃時は壁などをすり抜けながら移動する。他のカラーパワーとは異なり、ジェイドウィスプに触れるだけでなく敵を倒すことでもゲージを回復できる。
ファイナルウィスプブラスター
Wii版と同じ。

## ゲームモード
二人プレイ
エッグマンの制作したゲームランドのアーケードゲーム『ソニックシミュレーター』という設定で、二人同時協力プレイができる。Wii版では2Pが赤い色のソニックを使用することになる。あらゆるカラーパワーを合わせることで『合体カラーパワー』という特殊なアクションが可能になる。DS版では対戦プレイとなっており、ダウンロードプレイによってゲームを持っていないユーザーと対戦が出来たり、WiFiに接続することで世界中のユーザーと対戦もできる。
1.5人プレイ
Wii版にて用意されたモードで、2プレイヤーが画面外に出たりミスをしたときは1プレイヤーの近くで制限なしに復帰できるという特徴がある。
ネットランキング
WiFi通信を行う事で各ステージ、チャレンジのスコアを競い合うが出来る。

## ストーリー
宇宙に突如現れた巨大な遊園地「エッグプラネット・パーク」は、一見人々のために作られたテーマパーク。しかし、その裏ではエッグマンの野望が渦巻いていた。パーク内で出会うウィスプ達とともに、ソニックはエッグマンの企みを暴くために挑んでいく。

## キャラクター
ソニック・ザ・ヘッジホッグ
声：金丸淳一
主人公のハリネズミ。本作ではカラーパワーの力で色々なアクションを得るようになる。エッグマンが自分の利益を考えず良いことをするわけがないと思い、テイルスとともに「エッグプラネット・パーク」の調査をする中でウィスプを救う。
マイルス "テイルス" パウアー
声：広橋涼
ソニックを慕う二本の尾を持ったキツネ。本作ではヤッカー達の翻訳機を作り、交流できるようにするなどしてソニックのサポートを行う。ナビをオンにするとステージ中で操作の仕方などを教えてくれる。アルティメットではナビでソニックをアシストするだけでなく、サポート要素「テイルスセーブ」が実装されソニックがステージ外に落下した際に専用アイテムと引き換えに救出してくれるようになった。
ヤッカー
声：無し
「プラネット・ウィスプ」に住むホワイトウィスプの一人。唯一螺旋状の毛のようなものが生えているのが特徴。エッグマン軍団のロボットに追われているところをソニックに救われ、助けを求める。Wii版ではテイルスが彼のセリフを代弁するが、DS版では彼のセリフに字幕が表示される。
ウィスプ
惑星「プラネットウィスプ」に住む宇宙人で、色や形の異なるウィスプが多数存在する。種族ごとに異なる能力を持っており、信頼する相手にのみパワーを分け与えてくれる。エッグプラネット・パークの至る所に存在し、エッグマンに狙われる。
ドクター・エッグマン
声：大塚周夫
今までは世界を「エッグマンランド」にしようと企んでいたが、今回は宇宙に「エッグプラネット・パーク」を建造し、今まで迷惑したことを謝りたいと自称している。後半は、エッグネガウィスプに乗り込み、ラスボスとして登場する。
オーボット
声：岩田光央
エッグマンが開発した赤く丸い側近ロボット。『ソニックワールドアドベンチャー』に登場した側近ロボに酷似している。しっかり者で命令に忠実だが、エッグマンを嫌っていてたまに余計な一言を挟む。さらに、面倒くさがりで時折怠けることもある。
キューボット
声：高木渉
エッグマンが開発した黄色く四角い側近ロボット。うっかり者で叱られるまで動こうとしない怠け癖があるが、エッグマンを尊敬している。チップを変えることで口調が変わる機能を持っている。

### DS版のみの登場キャラクター
ナックルズ・ザ・エキドゥナ
短気で怒りっぽいハリモグラ。ある事情でエッグマンを探しにやってきた。
シャドウ・ザ・ヘッジホッグ
エージェントの仕事をしている究極生命体。エッグマンに関する調査をしている。
エミー・ローズ
ソニックのことが大好きなハリネズミの女の子。ビッグと一緒にエッグプラネット・パークを訪れた。
ルージュ・ザ・バット
連邦政府大統領専属のエージェントを務める女コウモリ。ナックルズとは相変わらずだが、実はエッグマンの名でナックルズに手紙を書いた。
E-123オメガ
エッグマンが開発したE-100シリーズコンピューターの最終ロットナンバー。エッグマンの行方を追っている。データ収集のため、ソニックのデータを分析する。
クリーム・ザ・ラビット
礼儀正しいウサギの子供。ソニックにチャオの助けを求める。
ビッグ・ザ・キャット
身長2mある大きなネコ。友達であるカエルくんと逸れてしまい、エミーと探している。
ベクター・ザ・クロコダイル
「カオティクス探偵事務所」所長のワニ。とある依頼を受け、エッグプラネット・パークの調査に来たがエスピオとチャーミーとはぐれてしまう。
エスピオ・ザ・カメレオン
「カオティクス探偵事務所」ご意見番のカメレオン。ソニックのスピードを見て、忍びの道を勧めようとする。
チャーミー・ビー
「カオティクス探偵事務所」のマスコット的存在のミツバチ。
ブレイズ・ザ・キャット
異世界の皇女。シルバーとともにエッグプラネット・パークに現れ、ソニックと再会する。
シルバー・ザ・ヘッジホッグ
未来から来た白銀のハリネズミ。相棒のブレイズとともにソルエメラルドでエッグプラネット・パークを訪れた。
チャオ
オーボットとキューボットに追いかけられていたが、ソニックに助けられる。
マザーウィスプ
全てのウィスプの親。ネガエネルギーによって理性を失っている。DS版のラスボス。

### アルティメットのみの登場キャラクター
メタルソニック
エッグマンによって造られたソニックそっくりな超高性能ロボット。各アトラクションで条件を満たすことでプレイできるようになるレースモード「ライバルラッシュ」にのみ登場し、ストーリーには深く絡まない。

## ステージ
エッグプラネット・パーク (Eggman's Incredible Interstellar Amusement Park)
本作の舞台で、エッグマンが惑星を強引に集めて建造した、宇宙に浮かぶテーマパーク。地球とは軌道エレベーターで接続され、各エリアはチェーンビームで接続されている。
エッグマンが罪滅ぼしのために建設したという名目だが、「悪の計画を潰したり悪者退治を固くお断りします」など疑わしい決まりごとが存在するほか、管理のずさんさが目立っている。ゲーム中はプラネットウィスプなど一部を除いて、エッグマンによるアナウンスが流れるほか、パーク内にいるエッグポーン達は各ゾーンごとにそれぞれユニークな特殊仕様を持つ個体が通常型と混在している。
トロピカルリゾート（Tropical Resort）(Wii/DS/Ultimate)
賑やかな雰囲気のエリアで、宇宙を一望できるエッグ大観覧車がある。エッグプラネット・パークの入り口であり、ロッカーなどがある。土産物屋をはじめとする店が多いが、ほとんどの店が閉まっている。また、「特別（に値段が高い）」な日焼け止めを売っているらしい。固有のエッグポーンはタキシード仕様。
スウィートマウンテン（Sweet Mountain）(Wii/DS/Ultimate)
名前の通り、全てがお菓子で出来ているエリア。アナウンスによるとお菓子は全て古くなっており食べるとおなかを壊すため、念のため病院もある。固有のエッグポーンはコック仕様。
スターライトカーニバル（Starlight Carnival）(Wii/DS/Ultimate)
星座を模した光り輝く宇宙艦隊によるパレードを見ることができるエリア。固有のエッグポーンは楽団仕様。
プラネットウィスプ（Planet Wisp）(Wii/DS/Ultimate)
ウィスプ達の故郷。アトラクション建設中という理由で一般人は立ち入り禁止となっている。固有のエッグポーンは工事現場仕様。
アクアリウムパーク（Aquarium Park）(Wii/DS/Ultimate)
水に覆われたアトラクションで様々な海洋生物との触れ合いを楽しめる。料理は絶滅危惧種の魚ばかりで、テイルスによると「エッグマンのレストランに行って食べたらおなかが痛くなった」らしい。固有のエッグポーンは侍仕様。アナウンスによると床が水浸しになっているが掃除はしているらしい（ただし、その直後に水漏れが確認され、避難するようにとアナウンスが流れる）
アステロイドコースター（Asteroid Coaster）(Wii/DS/Ultimate)
小惑星の間を走り回るコースターや、無重力地帯を楽しめる。このエリアの中にはネガエネルギーを吸い出したり、ウィスプたちを改造したりする怪しげな施設が存在する。固有のエッグポーンはバイキング仕様。
ゲームランド（Game Land）(Wii/DS/Ultimate)
ソニックの頭部を模した形をしているエリア。エッグマンが打倒ソニックのために開発したアーケードゲーム「EGGMAN'S SONIC SIMULATOR（エッグマンズ ソニックシミュレーター）」が稼働している。Wii版では1人プレイ、1.5人プレイ、2人プレイが可能で、完全クリアの景品としてカオスエメラルドが獲得できる。DS版では、タイムアタックと、CPUとのレースを行うことができる（DS版の通常ステージAct1,Act2と、ミッションモードで使われる特別ステージでレースが可能）。2人での通信対戦も可能。
ターミナルベロシティ（Terminal Velocity）(Wii/DS/Ultimate)
緊急脱出用のエレベーター。普段は立ち入り禁止となっている。
DS版では唯一上から見た視点で縦に移動するステージとなっている。DS版ではエリアはACT1とVSBOSSがあり、DS版のACT1はWii版の別々のステージを一つにつなげたものである。Wii版及びアルティメットではVSボスの後に脱出シナリオのACT2があり、約30秒の間、崩れていく地面をよけながらダークホールから逃げていく。最終的にダークホールに飲み込まれてしまうが、決してミスにはならない。また、ここでは終始クイックステップができ、そのボーナスもスコアに入るがリザルト画面などのランク付けが行われないため、このステージのみ唯一スコアが保存されないステージとなっている。
ダーク・マザーウィスプ（Dark Mother Wisp）(DS)
DS版のみ、カオスエメラルドを全て集めると出現する。他作品のEXステージに位置し、エリアはVSBOSS（ダーク・マザーウィスプとの戦闘）のみである。
エッグシャトル（Egg Shuttle）(Wii/Ultimate)
Wii版及びアルティメットのみ、ゲームを通してクリアすることで全てのステージを続けてプレイする「チャレンジモード」に挑戦できる。スコア、リング、ブーストゲージなどが継続して反映される。
オプションサテライト（Options Satellite）(Wii/Ultimate)
ゲーム中の各種設定を変更できる。Wii版とアルティメットでは設定できる項目や画面構成が異なる。
Wii版では以下の設定が可能。
- ナビ（ヒントリング）の設定
- ボイス・テキストの言語設定

日本語と英語のみ。
- ゲームキューブコントローラの振動設定
- ムービーの閲覧

数字のみで名前はアルティメットの発売まで明かされない。
- セーブデータのアイコン・名前設定
- ネットランキングの閲覧

オフラインではACTの名前とスコアの最高記録のみ。
- スーパーソニックの設定

アルティメットでは以下の設定が可能。
- 画面の明るさ
- ボイス・テキストの言語設定

ボイスは日本語と英語のまま、テキストは日本語と英語に加え、新たに簡体字と繁体字の中国語と韓国語が追加。これにより、中国語と韓国語の正式な言語名が追加した。
- 音量
- 操作ボタンの割り振り
- ソニックのカスタマイズ（手袋・シューズ・オーラエフェクト・ブーストエフェクト・ライバルラッシュアイコン）
- 個人記録の閲覧

ACTの名前とスコアの最高記録に加え、ランクとタイムの最高記録と現在入手済みのレッドスターリングの確認が追加され、よりわかりやすくなった。
- ムービー・楽曲の再生

ムービーに正式な名前が明かされ、サムネが特定のムービーの場所に表示するように追加された。
- アチーブメント（実績）の確認[14]
- スーパーソニックの設定

また、アルティメットではアップデートver.1.0.9より、以下の設定が可能になった。
- ナビ（ヒントリング）の設定
- ブースト時のブラー効果設定
- ステージ中で再生されるサウンドバージョンの設定[15]

アルティメットではWii版と異なりインターネットを用いたランキング機能は実装されていない。
Wii版では、スーパーソニックの項目は条件達成前はロックアイコンとなっており内容を確認できないようになっているが、アルティメットではスーパーソニックのアンロック条件を確認できるようになっている。
ボイス・テキストはオーディオに、ナビはその他に、振動はコントロールに、スーパーソニックの項目はプレイデータにそれぞれ移動。

### スペシャルステージ(DS)
DS版にのみ登場する。ステージクリア時に50枚以上リングを所持した状態でゴールする（ゲームランドでの対戦時は、50枚以上所持したうえでCPUに勝つ）とスペシャルステージに1度挑戦できる（ゲームランドの対戦含む全7エリアで各1個ずつカオスエメラルドが獲得できる）。コンセプトは、さほど『ソニックラッシュ』(2005,DS)と変わりないが目標などが異なり、ソニックカラーズではスペシャルコースを3周する。コースの途中には、赤・青・黄のカラーボールやレインボーボール、ストライプボール、チェックボールなどがすべて合わせて300以上配置されている。1周するごとに、指定された色のカラーボールを獲得していく。1周回りきった時に目標数のボールが獲得できなかった場合は、クリア失敗となる。3周とも目標数を超えていれば、カオスエメラルドを1つ獲得できる。
ボールの種類・仕掛け
カラーボール
普通のボール。指定された色のボールを取ると1つ獲得でき、指定されていない色を取るとボールをはねてしまう。
レインボーボール
指定された色に関係なく、1つボールを獲得できる。同じボールに「5」と書かれたものは、1つで5個分を表す。
ストライプボール
1周ごとにソニックの進行方向に対して逆走する形で出現する。取ると、約50個の指定された色のボールがはねながらソニックに向かってくる。
スイッチ
ステージ上に1つ出現する。これを押すと、チェックボール8個が出現する。
チェックボール
1周ごとにスイッチを押すと8個出現する。このボール自体もカウントされるが、8個全て取るとボーナスとして追加で10個取ったことになり、最大18個獲得できる。
トゲ
当たるとボールを10個失う。通常のステージと違い、0の状態で当たってもミスにはならない。
ダッシュボード
踏むとスピードが上がる。なお通常のステージと違い、踏んでもスピードが上がるだけで、ボーナスは無い。
スプリング
踏むと前にジャンプする。こちらも踏んでもボーナスは無い。
ジャンプ
スペシャルステージでは自力でジャンプすることはできないが、断面図が半円状になっている道を走っている時に、左右どちらかに道からはみ出すと、ジャンプを行う（空中にあるボールが取れる）。

## ボス
今作はダークウィスプ・アーマーとダーク・マザーウィスプ以外のボスは全て無人機、もしくはロボットが操縦している。
また、本作のダーク・マザーウィスプ以外のボスは全て、エッグマンの製作したものとしては珍しく、名前に「エッグ」が付かない。
Wii版のボス
フラワン
トロピカルリゾートのボス。巨大な観覧車のような機械に掴まっている、花のような頭部に腕が付いただけのロボットで、武器のようなものはなく、長い腕で捕まっている位置を変えつつ、ソニックを踏み潰そうとする。弱点は頭部の中心だが、ダメージを与えると観覧車の足場が回転し、追撃を阻止してくる。
破壊したときに吹き飛んだ腕の一本が偶然とある機械に突き刺さり（撃破後のムービーにて、オーボットが「腕が一本見当たらない」と言い、直後にとある機械に突き刺さった腕が確認できる）、これが後に急展開の引き金となる。
キャプテン・ゼリー
スウィートマウンテンのボス。ペロペロキャンディーを持った足の無い海賊船長の姿のロボットで、常にジャンプで跳ねるように移動する。
砲弾の代わりに飴玉を発射する大砲を搭載し、オールがチュッパチャップスの型になっており、飛行する海賊船に乗っている。
船の後部にあるスイッチを押し、動力を止めて墜落させると手下のロボットと共に現れ、ジャンプで踏み潰す攻撃をしてくる。
クジラン
スターライトカーニバルのボス。煌びやかなネオンで装飾され、鯨の形のガス袋に似たものが2つ付いた飛行船型の戦艦。
舞台が宇宙空間なので水素やヘリウムではなく、ゴンドラ部分の左右に設置されたジェットエンジンで飛行している。ゴンドラの下部に二連装機関砲が1門、後部にサーチライトが2つ付いている。ゴンドラは人が乗るものでは無く、木箱が大量に搭載されている。
主な攻撃手段は機関砲と木箱の投下。また時折奥スクロールと横スクロールを切り替える。
木箱にはリングやウィスプが入っているが、トゲ鉄球も混じっている。機関砲は奥スクロールではその名の通り凄まじい連射速度を発揮するが、横スクロールでは一発ずつになり、弾速も遅くなる。
弱点はゴンドラ後部のコア。また、エンジンや機関砲、サーチライトも破壊でき、ダメージとなる。体力を減らすとガス袋のようなものが爆発し、6つのエッグマンの顔を模した球状の機械が露出する。撃破すると、爆発と共に球状の機械が吹き飛ぶのが確認できる。
ラフレシアン
プラネットウィスプのボス。フラワンの改良型。
閉じるとドリル状になるカバーが付き、閉じるとソニックの攻撃を無効化できるほか、3方向にレーザーを撃てる。観覧車の足場も円状になって落ちやすくなっている。弱点はフラワンと同じく頭部の中央。
コマンドー・ゼリー
アクアリウムパークのボス。潜望鏡を持ち、人魚のように下半身が魚の尾になっている船長の姿のロボットで、チョウチンアンコウの形をした潜水艦に乗っている。
キャプテン・ゼリーと同じくまずは動力を止めるのだが、レバーがガラスで覆われており、先に潜水艦が発射する誘導ミサイルをぶつけてガラスを壊す必要がある。レバーを動かし潜水艦の動力を止めて沈没させると船員のような手下を連れて出てくる。
手下は辺りを遊泳しているだけだが、船長のロボットはスクリュー回転しながら突進してくる。イエロー・ドリルを使用すると猛スピードで逃げる。
スカルン
アステロイドコースターのボス。クジランのガス袋のような部分を鮫の形にした宇宙船。
二連装機関砲がゴンドラの四隅にそれぞれ1門ずつの計4門、サーチライトが同じくゴンドラの四隅に2個ずつの計8個に増え、木箱が鉄のコンテナになっている。また、スクロールの切り替えの際はクジランは移動軸をずらすだけだが、スカルンは一度ワームホールを開いてワープし、戻ってくるときに隕石が飛んでくる。
弱点はクジランと同じくゴンドラ後部のコア。エンジン、機関砲、サーチライトも破壊可能。通常は後部にある物しか攻撃が届かないが、オレンジ・ロケットを使用しゴンドラに体当たりすることで全て破壊することが出来る。
こちらも体力が減るとガス袋のような部分が爆発し、エッグマンの顔を模した球状の機械が露出する。こちらは球状の機械が12個に増えている。こちらも撃破すると爆発とともに球状の機械が吹き飛ぶのが確認できる。
エッグ・ネガウィスプ
ターミナルベロシティのボス。野望が失敗した腹癒せにソニックをやっつけるためにエッグマンが用意した、Wii版におけるラスボス。
パープル・フレンジーを模した本体に2つの細長いアームと6つのカプセルが付いたようなメカで、額の部分にエッグマンの乗るコックピットがある。ターミナルベロシティの外周の足場に沿って走りながら戦う。2つのアームでウィスプ達を吸収し、フレンジー・キューブ・レーザー・スパイクの能力を使う。攻撃時には該当するカラーパワーが呼称される(パープル・フレンジーのみ戦闘開始直後に一度言うだけで、以降は無し)。
弱点はコックピットだが、通常は距離が遠すぎて攻撃が届かず、攻撃後に接近した際にアームにスピンアタックで連続攻撃を加え、アームを伝ってコックピットに近づく必要がある。また、一回コクピットに攻撃を加えると一瞬ひるみ、ブーストによる体当たりで追撃できる。
一定ダメージを与えるとBGMが変化し、また救出されたウィスプ達がソニックに追従してくる。全ての種類のウィスプを集めるとショートを起こして行動不能になり、ファイナルウィスプブラスターによってトドメをさせるようになる。
DS版のボス
エッグネガウィスプとダークマザーウィスプ以外のボスは、体力ゲージが半分以下になると、画面が赤く発行し、BGMのテンポが速くなる。
グロボトロン
トロピカルリゾートのボス。地球儀型のロボット。2本の腕のようなアームで殴ってくる。弱点はアームと頭部だが、通常は中央の穴の上に陣取っており、振り下ろした直後のアームにしかこちらの攻撃が届かない。体力が無くなると墜落し、頭部にトドメをさせるようになる。
キャプテン・ゼリー
スウィートマウンテンのボス。Wii版と似ているが、跳ねて移動するのではなく下部からのジェット噴射で浮いており、海賊船は奥で前後に移動しているだけの背景で、攻撃はしてこない。手下をペロペロキャンディーで叩き飛ばしてぶつけてくる。体力が減ると、手下の数が増え、手下達と積み重なり、ジャンプで踏み潰す攻撃をしてくる。
クジラン
スターライトカーニバルのボス。Wii版のものと似ているが、ガス袋のようなものが1つに減っている。機関砲は搭載されていないが、代わりに直進するロケットを発射してくる。また、木箱の代わりに球状のコンテナを投下する。さらにゴンドラの前部にレーザー砲が搭載されており、画面奥から波状に動いて撃ってくる。球状の機械が入った模写は無い。
弱点は後部の光っている部分。体力が無くなると墜落し、トドメをさせるようになる。
ドリリトロン
プラネットウィスプのボス。先端にドリルのついた2本のアームを突き刺したり、中央の足場に着陸してダブルラリアットのように回転しながらアームをぶつけたり、ドリルをロケットのように発射したりして攻撃する。
弱点はグロボトロン同様アームと頭部だが、通常は中央の穴の上に陣取っており、攻撃直後のアームにしかこちらの攻撃が届かない。体力が無くなると墜落し、頭部にトドメをさせるようになる。
コマンドー・ゼリー
アクアリウムパークのボス。Wii版のものと似ているが、潜水艦は奥で前後に移動しているだけで攻撃してこない。潜望鏡を大砲にして、手下を弾代わりに撃って来る。また、手下をつかって渦を生み出す攻撃をしてくる。
スカルン
アステロイドコースターのボス。Wii版のものと似ているが、ガス袋のようなものが1つになっていて、大きなコンテナを列車のように後ろに複数接続して牽引している。ゴンドラの下部にアームが取り付けられており、先端に隕石を付着させて殴ってくる。また、機関砲の代わりにレーザー砲が縦に3門連なって搭載されている。こちらはクジランとは違いバイオレットヴォイドで攻撃し続けるとガス袋のような部分の外装を吸い込み、球状の機械が露出する。弱点はスターライトシップと同じく後部の光っている部分。こちらも体力が無くなると墜落する。
エッグ・ネガウィスプ
ターミナルベロシティのボス。Wii版ではラスボスだったが、DS版では単なる表向きのラスボスとなっている。Wii版と似ているが、後部のカプセルが5つに減っている（ただし、ステージ開始直前のムービーの中では6つである）。アームは1つになり、後部から尻尾のように伸びている。戦うステージも違い、落下中の足場の上で戦う。
攻撃方法は全く違うものになっていて、バースト、ロケット、ドリル、レーザー、ヴォイドの能力を使い、こちらもカラーパワーを呼称する。ほかのボスとは違い、明確な弱点が存在せず、どこに攻撃してもダメージが与えられる（ただし、上空や足場よりも下、画面奥に逃げるなどで、直接攻撃を加えられないことが多い）。一定ダメージを与えるとダメージを与えたときに使用していたカラーパワーのウィスプが救出され、その攻撃はしてこなくなる。全てのカラーパワーを手に入れると巨大レーザーの発射体勢に入り、こちらはファイナルウィスプブラスターで突撃して鍔競り合いになり、ボタン連打でレーザーを押し返すことで倒せる。
ネガマザーウィスプ
マザーウィスプがネガエネルギーによって暴走している姿。カオスエメラルドを全て集めることで出現するDS版の真のラスボス。パープルウィスプの頭頂部に6枚の花びらの付いた花、下部に大量の短い触手と腕のような2本の長い触手がついたような姿をしている。触手でなぎ払う攻撃をしてくる。弱点は頭頂部の花の中心部だが、先に流れてくる隕石を触手にぶつけて動きを止める必要がある。ダメージを与えるごとに花びらが2枚ずつ取れていき、全て取れると暴走が収まって本来の姿に戻り、事実上撃破したことになる。

## 音楽
本作の音楽は 床井健一、大谷智哉、熊谷文恵、南波真理子、 幡谷尚史 、小林秀聡が手掛けており、このうち床井はサウンドディレクターとして全体の管理を行うと同時に、4つのアトラクションステージの作曲を担当した。大谷は3つのアトラクションステージとオープニング・エンディングテーマの作曲、並びにサウンドトラックCD"SONIC COLORS ORIGINAL SOUNDTRACK/ViViD SOUND × HYBRiD COLORS"のプロデュースを担当した。南波はエリアマップの楽曲を制作したほか、大谷と共同でエンディングテーマを制作した。
ソニックとウィスプのカラーパワーが合わさって生まれるゲーム性から、本作の音楽はこれまでのシリーズ作品よりもエネルギッシュな曲調になるように作られており、生楽器による演奏とシンセサイザ等を組み合わせた楽曲が制作された。
大谷はソニックチャンネルのインタビューの記事の中で、「『ソニック ワールドアドベンチャー』よりもカットシーンの分量が少なかったため、曲数が減るのかと思ったら、ACTごとのアレンジバージョンをたくさん作ったため、結局あまり変わらなかった」と振り返っている。
サウンドトラック"Sonic Colors Original Soundtrack: Vivid Sounds × Hybrid Colors"は3枚組のCDに収録され、2010年12月22日に日本で発売されたほか、2011年1月にはiTunesでの配信が開始された。

### 主題歌
オープニングテーマ「Reach For The Stars」/ 「Reach For The Stars (Re-Colors)」
歌：ジーン・ポール・マッカルーフ（キャッシュ・キャッシュ）/リミックス：大谷智哉
エンディングテーマ「Speak With Your Heart」/「Speak With Your Heart (Rainbow Mix)」
作曲：大谷智哉、南波真理子/歌：アレックス・ルーク・マッカルーフ（キャッシュ・キャッシュ）/リミックス：大谷智哉
それぞれが個人で作るものとは違うカラーを出したいという大谷智哉の意向から、南波真理子との合作となった。
歌声にエフェクトをかけることを前提とした歌手の選定が行われ、実際の収録ではキャッシュ・キャッシュのアレックス・ルーク・マッカルーフがトーキング・モジュレーターを使いながら歌った。
歌詞は「言葉の通じない異星人と心の声で話そう」という内容であり、「皆で手拍子をしながら歌っている」というイメージから開発スタッフの一部が手拍子とサビのコーラスに参加している。

## 開発

### 企画・開発方針
本作の開発は『ソニック ワールドアドベンチャー』の開発が終了した2008年から開始され、『ソニック ワールドアドベンチャー』のシステムのうち、重要な要素は残しつつも、『ソニック ワールドアドベンチャー』と区別化するため、ハイスピードアクションの要素と、メガドライブ時代のようなプラットフォームゲームの要素を両立させるという開発方針がとられた。
また、ユーザーからの要望を受け、ソニック以外の操作キャラクターを用意したり、『ソニックと暗黒の騎士』などであったような武器や道具を使用するシステムは採用しない方針がとられた。
『マリオ&ソニック』の人気をさらに拡大させるため、対応機種は任天堂のWiiに決定した。
Wii版の開発メンバーは『ソニック ワールドアドベンチャー』PS3・Xbox 360版チームと『ソニックと暗黒の騎士』チームによる混成チームが中心となった。Wii版ディレクターの岸本守央によると、アクションゲームを作ることを強く考えており、タイトル画面でニューゲームを選択した際にイベントシーンを挟まずにすぐにステージがスタートする・リザルト画面でソニックを操作することができるなどの演出をしたという。またステージ選択直後からステージBGMを流すことでユーザーにロードの待ち時間を意識させないような工夫がされており、岸本によるとこれもアクションゲームのテンポを体感してもらうためのものだという。物理エンジンには『ソニックと秘密のリング』でも使われたPhysXが使われた 。
本作のプロデューサーである飯塚隆は「『スーパーマリオ』のファンや子どもたちといったライトユーザーに受け入れてもらえるようなゲームデザインにした」と述べつつも 、別のインタビューの中では「『ソニック・ザ・ヘッジホッグ4』や『ソニック ワールドアドベンチャー』といった今までの作品から入ったファンを孤立させてしまうため、すべてのソニックファンに満足してもらえるのは不可能である」としている。その一方で、セガのブランドマネージャーであるジュディ・ギルバートソンは「我々は若いゲーム好きからコアなファンまで受け入れられるようなゲームを作りたいと考えております」と述べている。
脚本は、『マッドワールド』や『Happy Tree Friends』で知られるケン・ポンタックとウォーレン・グラフが手掛けた。また、アニメやゲームなどの脚本に参加した大竹康師 も本作の脚本を担当した。
飯塚はポンタックとグラフを採用した理由について、「アメリカ人ユーザーにもユニークに感じられる内容にするため」としている。
また、本作より英語版のキャストが一部を除いてテレビアニメ『ソニックX』より起用されていたキャストから一新されている。
『ソニック カラーズ』というタイトルが決まったのは開発の後半であり、これは英語で色を示す「カラー」の綴りがイギリス英語では"COLOUR"となることに起因する。

### 世界観・ステージ構築
本作は「楽しむ」をコンセプトとした企画として立案され、そのイメージから遊園地を舞台とすることが決まった。
ソニックチームは「地球上にある遊園地ではソニックが冒険をするのに狭すぎる」という考えから、舞台を地球外の遊園地に設定し、創造的で多様性に富んだ世界を構築できるようにした。
飯塚は4Gamer.netとのインタビューの中で、「リアルに作ろうと思えばできるが、リアルに作りすぎると非現実的なものに対してプレイヤーが違和感や抵抗感を感じるため、そういうのは一切なしで何が起こってもおかしくない世界を構築した」と述べている。
本作の舞台である「エッグプラネットパーク」のビジュアルは、ディズニーランドがモデルとなっている。
飯塚は4Gamer.netとのインタビューの中で、「序盤のステージであるスウィートマウンテンが開発されていた時、ソニックにお菓子の世界はいかがなものかと思っていたが、長年シリーズに携わるグラフィックデザイナーの手によってソニックらしいデザインに仕上げてくれたので、抵抗感が一気になくなった」と振り返っており、ディレクターの岸本守央も同じインタビューの中で、「ループの地形がドーナッツになっているのを見たとき、『ここまでやってもいいんだ』という気持ちになり、開発中に海外でも高評価を得られたので、あのステージが開発側が吹っ切れるいいきっかけになった」と振り返っている。

### カラーパワーの導入
本作では、スピードの要素を弱めることなくシステムに多様性を持たせるため、カラーパワーが導入された。
最初にレーザーとドリルが作られた後は試行錯誤を重ねながらカラーパワーの数が増えていった。
これにより、他のキャラクターに切り替える必要がなくなり、システムの強化につながった 。
ただし、プレイヤーがどのウィスプを使えばよいのか迷って足を止めてしまうのを防ぐため、一つのステージにつき所有できるウィスプの種類は一または二種類に限定された。また、周回をしやすくするために、全種類のウィスプをアンロックできた2周目以降のステージでは、そのステージで初めて登場したウィスプのカラーパワーを発動させる必要のある場面を用意した。

### DS版
本作のニンテンドーDS版の開発はディンプスが担当し、セガが販売にあたった。
DS版のエンジンは『ソニック ラッシュ』および『ソニック ラッシュ アドベンチャー』で使われたものと同じエンジンが使われ、DSの2画面構成を利用した横スクロールアクションゲームとして開発された。
また、DS版では『ソニック ラッシュ』のようにタッチスクリーンを利用したスペシャルステージが用意されたほか、新しいウィスプの追加、ナックルズをはじめとするほかキャラクターからのミッション、さらにはマルチプレイヤーモードも搭載された。
Wii版のラスボスはエッグマンが用意したエッグネガウィスプであるのに対し、DS版におけるエッグネガウィスプは表向きのボスになり、真のラスボスとしてダークマザーウィスプが登場した。

### リマスター版
2020年に公開された映画『ソニック・ザ・ムービー』のヒットによりソニックシリーズの知名度が上がった事がきっかけとなり、新規ユーザーに向けてお勧めしたい作品として本作が選ばれた。しかし、現行のゲーム機（Nintendo Switch、PlayStation 4など）におけるプレイ方法（移植や後方互換など）が存在しないことから、リマスター版が開発されることとなった。
2010年のオリジナル版の発売から時間が経っていることに加え、リマスター版のコンセプトとして「ゼロから楽しんでもらう『ソニック』」が挙げられていることもあり、多くの付加価値や機能が追加されたことから「アルティメット」と名付けられた。
2021年6月の時点で開発状況は95%に達し、ゲーム自体は既に完成しており、最終デバッグ段階に入っていることが報じられた。
リマスター版の発売を受けてショートアニメ「Sonic Colors: Rise of the Wisps」が制作され、YouTube上などで公開された。同アニメの日本語吹き替え版も制作され、ゲーム版の音声を担当した金丸淳一（ソニック）、広橋涼（テイルス）、岩田光央（オーボット）が声を当てている。本作ではメタルソニックとの戦いが描かれており、本作と一部の設定が変わっている。

## 評価
ジョン・カミナリはGame Watchに寄せたレビューの中で、本作を完ぺきに近い作品とし、「派手な3DCGと2Dならではのゲーム性がうまく融合している」と評価した一方、カラーパワーの操作性に改善の余地があるとした。